# Fábio Vieira
Fábio Daniel Ferreira Vieira (* 30. května 2000 Santa Maria) je portugalský profesionální fotbalista, který hraje na pozici ofensivního záložníka za anglický klub Arsenal FC. Je také bývalým portugalským mládežnickým reprezentantem.

## Klubová kariéra

### FC Porto
Rodák ze Santa Maria da Feira je odchovancem portugalského celku FC Porto, v prvním týmu debutoval v sezoně 2019/20. Naplno však ukázal potenciál až v ročníku 2021/22, kdy se na zisku double (portugalská liga a pohár) podílel šesti góly a čtrnácti asistencemi, čímž na sebe upoutal zájem věhlasnějších evropských klubů.

### Arsenal FC
Vieira se v létě 2022 přesunul z Portugalska do Anglie, na jeho přestupu se s Portem dohodl londýnský Arsenal, který za něj zaplatil 35 milionů eur bez bonusů. V klubu debutoval 4. září, když v 74. minutě zápasu s Manchesterem United (výhra 3:1) nahradil Alberta Sambiho Lokongu a 18. září vstřelil svůj první gól, kterým uzavřel domácí ligovou výhru 3:0 v Brentfordu.
Dne 6. srpna 2023 rozhodl proměněnou penaltou v penaltovém rozstřelu o výhře Arsenalu nad Manchesterem City v Community Shieldu 2023.

## Reprezentační kariéra
S portugalskou jednadvacítkou došel v roce 2021 až do finále evropského šampionátu a následně dostal cenu pro nejlepšího hráče celého turnaje. Kvůli zranění vynechal mistrovství Evropy hráčů do 21 let v roce 2023.